# Aérodrome de Taroudant
 (mai 2018).
Si vous disposez d'ouvrages ou d'articles de référence ou si vous connaissez des sites web de qualité traitant du thème abordé ici, merci de compléter l'article en donnant les références utiles à sa vérifiabilité et en les liant à la section « Notes et références ».
Aérodrome de Taroudant (OACI: GMMO) est un aérodrome desservant Taroudant au Maroc.
L'aérodrome est principalement utilisé pour le parachutisme; l'aéroport dispose d'une école pour enseigner les techniques de parachutisme et dispose également d'un petit hangar pour les avions utilisés pour ce sport. Les autorités locales prévoient d'investir davantage dans l'aéroport, par exemple pour 
paver la piste actuelle afin d'encourager le tourisme et le parachutisme dans la ville.

## Situation

### Carte des aéroports du Maroc
| \| 100 km1:10 004 000 \| Ouezzane Agadir Al Hoceima Meknès Béni Mellal Bouarfa Casablanca-Tit Mellil Casablanca-Mohammed V Errachidia Essaouira Fès Guelmim Ifrane Kénitra Khouribga Marrakech Nador Ouarzazate Oujda Rabat-Salé Tanger Zagora Tan-Tan Tarfaya Tétouan Benslimane Sidi Slimane Inezgane Ben Guerir Taroudant Taza |
| 100 km1:10 004 000 |